# Bergrothenfels
Bergrothenfels ist ein Gemeindeteil der Stadt Rothenfels im unterfränkischen Landkreis Main-Spessart in Bayern.

## Geographie
Das Kirchdorf liegt oberhalb von Rothenfels auf 224 m ü. NHN am rechten Ufer des Mains.

## Geschichte
Der Ort entstand um 1148 als selbstständiges Hofgut. Rothenfels, Windheim und Bergrothenfels schlossen sich im Jahr 1686 zu einem Gemeindeverband zusammen, der am 1. Oktober 1822 wieder aufgelöst und Bergrothenfels wieder selbstständig wurde.
Im Jahr 1862 wurde das Bezirksamt Lohr am Main gebildet, auf dessen Verwaltungsgebiet Bergrothenfels lag. 1871 kam Bergrothenfels jedoch anlässlich der Reform des Zuschnitts der bayerischen Bezirksämter zum Bezirksamt Marktheidenfeld und kehrte am 1. Januar 1880 ins Bezirksamt Lohr zurück. Wie überall im Deutschen Reich wurde 1939 die Bezeichnung Landkreis eingeführt. Bergrothenfels war nun eine der 26 Gemeinden im Landkreis Lohr am Main. Im Jahre 1971 beschloss Bergrothenfels im Rahmen der kommunalen Gebietsreform die Eingliederung nach Rothenfels, die am 1. Januar 1972 erfolgte. Mit der Auflösung des Landkreises Lohr kam Rothenfels am 1. Juli 1972 in den neu gebildeten Landkreis Mittelmain, der am 1. Mai 1973 den Namen Landkreis Main-Spessart erhielt.